# John W. Valley
John W. Valley (* 28. Februar 1948 in Winchester) ist ein US-amerikanischer Geochemiker und Petrologe.

## Leben
Valley studierte Geologie am Dartmouth College mit dem Bachelor-Abschluss 1970 und an der University of Michigan mit dem Master-Abschluss 1977 und der Promotion in Geologie 1980. Ab 1980 lehrte er an der Rice University und ab 1983 an der University of Wisconsin, Madison. 2005 gründete er das WiscSIMS Lab (SIMS für Sekundärionen-Massenspektrometrie) zur Entwicklung neuer Methoden der Messung stabiler Isotope im Nano- bis Mikrometerbereich.
1989/90 war er Fulbright Scholar at the University of Edinburgh.
Er gilt als Experte für stabile Isotope in der Geochemie angewandt auf hochmetamorphe präkambrische Gesteine, insbesondere des nordamerikanischen Schildes (u. a. Adirondack Mountains in New York, Grenville Provinz von Kanada). Er untersuchte aber auch zum Beispiel Vulkanite aus dem Yellowstone, fossile Zähne, Mars-Meteorite, Granite der Sierra Nevada. Aus Untersuchung von Zirkonen  des Narryer Gneiss Terrane in Westaustralien fand er 2001 Hinweise auf die Existenz von kontinentaler Kruste und Ozeanen auf der Erde vor 4,4 Milliarden Jahren und dass die Erde somit schneller nach ihrer Entstehung vor 4,55 Milliarden Jahren abkühlte als gedacht. In einer weiteren Arbeit zeigte er, dass Mikroben vor 3,465 Milliarden Jahren in komplexen Gemeinschaften lebten, was darauf hinweist dass der Ursprung des Lebens eine erhebliche Zeit vorher lag.
2019 erhielt Valley die Arthur L. Day Medal der Geological Society of America und wurde Mitglied der National Academy of Sciences. 2022 erhielt er die Roebling Medal der Mineralogical Society of America.

## Schriften (Auswahl)
Außer die in den Fußnoten zitierten Arbeiten.
- mit J. McLelland, E. J. Essene, William M. Lamb: Metamorphic fluids in the deep crust: Evidence from the Adirondack Mountains, New York, Nature, Band 301, 1983, S. 226–228
- mit Hugh P. Taylor, James R O’Neil: Stable Isotopes in High Temperature Geological Processes, Reviews in Mineralogy 16, Mineralogical Society of America 1986
- Stable isotope geochemistry of metamorphic rocks, Reviews of Mineralogy 16, 1986, S. 445–489
- mit J. R. Chiarenzelli, J. M. McLelland: Oxygen isotope geochemistry of zircon, Earth and Planetary Science Letters, Band 126,  1994, S. 187–206
- mit W. H. Peck, E. M. King, S. A. Wilde: A cool early Earth, Geology, Band 30, 2002, S. 351–354
- mit J. S. Lackey u. a.: 4.4 billion years of crustal maturation: oxygen isotope ratios of magmatic zircon, Contributions to Mineralogy and Petrology, Band 150, 2005, S. 561–580
- mit M. Spicuzza u. a.: Hadean age for a post-magma-ocean zircon confirmed by atom-probe tomography, Nature Geoscience, Band 7, 2014, S. 219–223